# Postura sexual de flor de loto

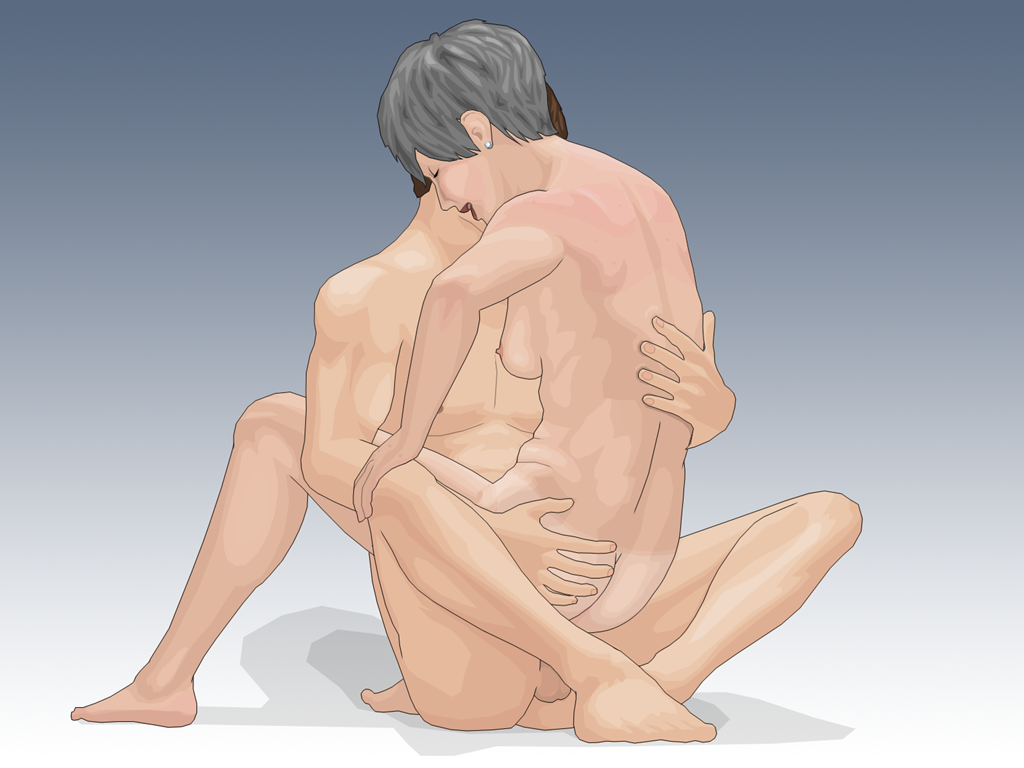
Postura sexual de loto.

La postura sexual de flor de loto o simplemente postura de loto es una postura sexual, usada a menudo en el sexo tántrico.  El hombre se sienta en posición de loto, con las piernas cruzadas o en cuclillas, mientras que la otra persona se sienta sobre el hombre frente a él, colocándole sus piernas alrededor de la cintura o a lo largo de sus muslos. Si bien en esta postura la mujer (o pareja que su ubique arriba) es quien puede moverse más fácilmente, el hombre puede ayudarla levantándola. Para ello puede colocar sus manos debajo de las nalgas de la mujer. Esta postura puede facilitar el contacto ocular directo y los besos, lo que puede aumentar los sentimientos de intimidad.

## Yab Yum
El Yab-Yum o «padre-madre» es un símbolo común en el arte budista en el que una pareja de deidades tántricas—representando cada una los principios masculino (Shiva) y femenino (Sakti)—, son representadas por lo general en la postura sexual de loto, simbolizando de esta manera el entrelazamiento de los dos principios.
El Yab-yum es un símbolo espiritual profundo, que representa la unión del amor y la sabiduría, con una connotación que puede ser sexual o erótica.